# Menhire von Llanrhidian

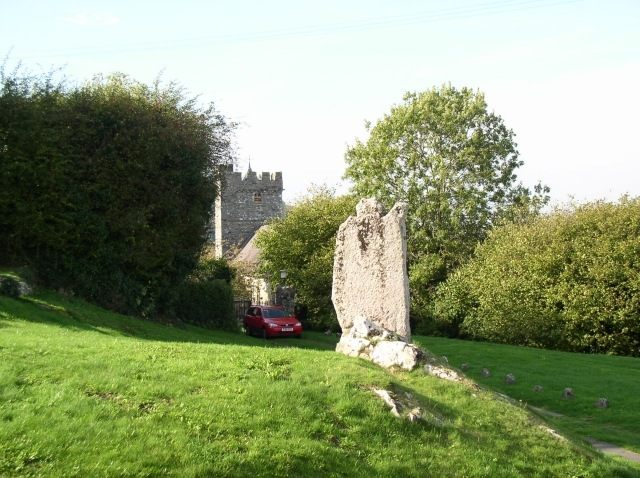
Der Upper Stone

Die Menhire von Llanrhidian (Upper und Lower Stone genannt) stehen im nördlichen Bereich von Llanrhidian, auf der Gower-Halbinsel westlich von Swansea in West Glamorgan in Wales. 
Der Upper Stone steht auf dem Dorfplatz oberhalb des Weges zur Kirche. Er ist etwa 2,0 m hoch und ziemlich breit, aber sehr dünn. An seiner Oberseite hat er eine gebrochene Form. Der Upper Stone ist eine Konglomeratplatte, die vermutlich vom Cefn Bryn stammt. Der Stein, der auf einer Kalksteinbasis steht, wurde als Dorfkreuz verwendet, das aus einem Menhir (walisisch Maen hir – englisch Standing stone) gefertigt wurde. Die Spitze des Steins ist abgebrochen und verloren gegangen, aber das Design eines Keltenkreuzes lässt sich in der restlichen Struktur gut bestimmen. Eisenfragmente schauen aus der Platte und der Basis des Steins. Ihre Natur wird nicht verstanden, aber ihre Anwesenheit hat zu der Hypothese geführt, dass der Stein auch als Dorfpranger benutzt wurde.
Der Lower Stone ist ein 2,1 m hoher, quaderförmiger Kalkstein-Menhir mit einem Querschnitt von 0,9 × 0,4 m, der in der Nähe gefunden und 1846 auf dem Dorfplatz aufgerichtet wurde.